# Almeirim (tiểu vùng)
Almeirim là một tiểu vùng thuộc bang Pará, Brasil. Tiều vùng này có diện tích 90383 km², dân số năm 2007 là 56401 người.